# Pfarrkirche Marchegg

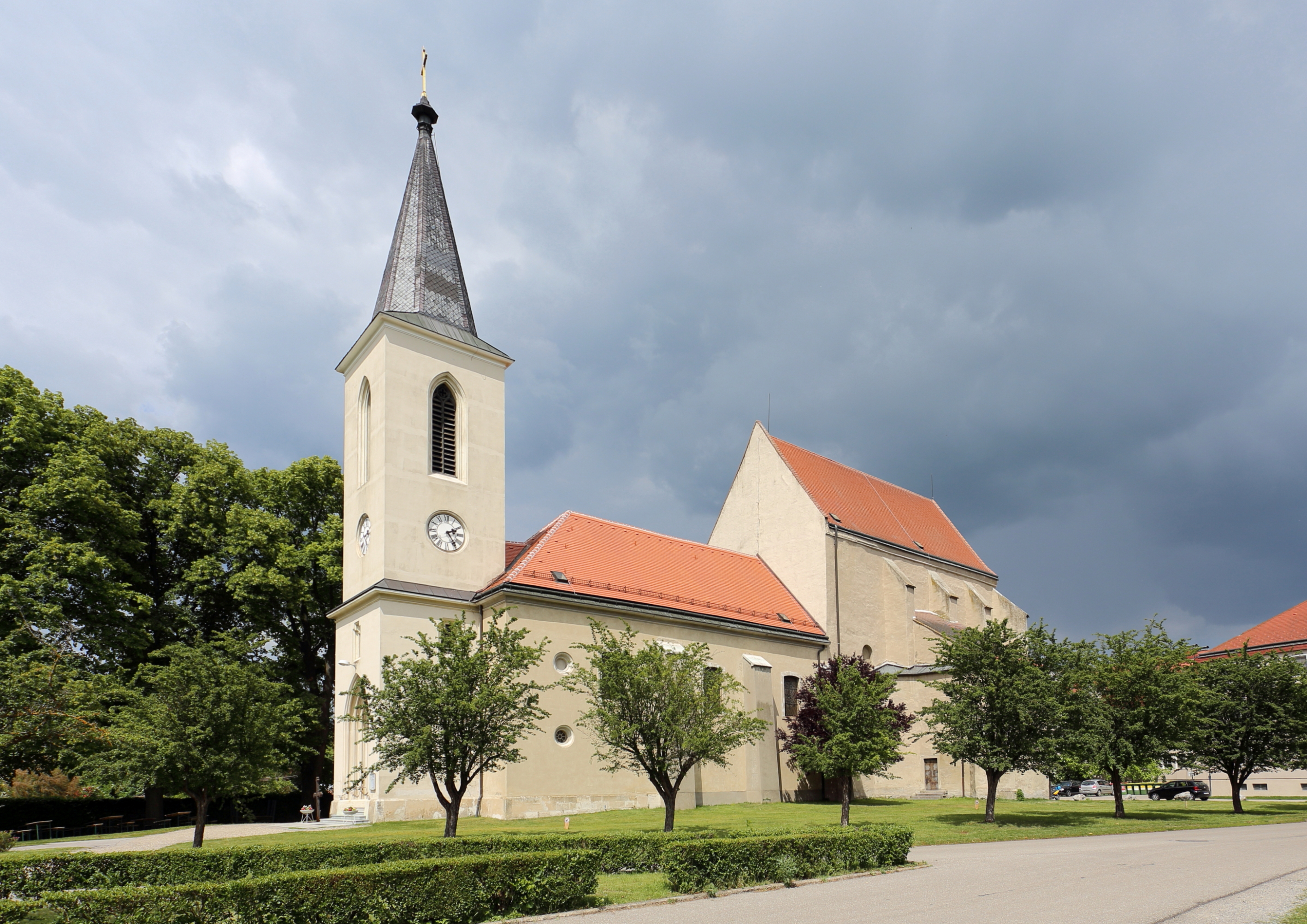
Kath. Pfarrkirche hl. Margaretha in Marchegg

Die römisch-katholische Pfarrkirche steht im Zentrum der Stadtgemeinde Marchegg im Bezirk Gänserndorf in Niederösterreich. Die auf die heilige Margaretha geweihte Kirche gehört zum Dekanat Marchfeld im Vikariat Unter dem Manhartsberg der Erzdiözese Wien. Die Kirche steht unter Denkmalschutz.

## Geschichte

### Pfarrgeschichte

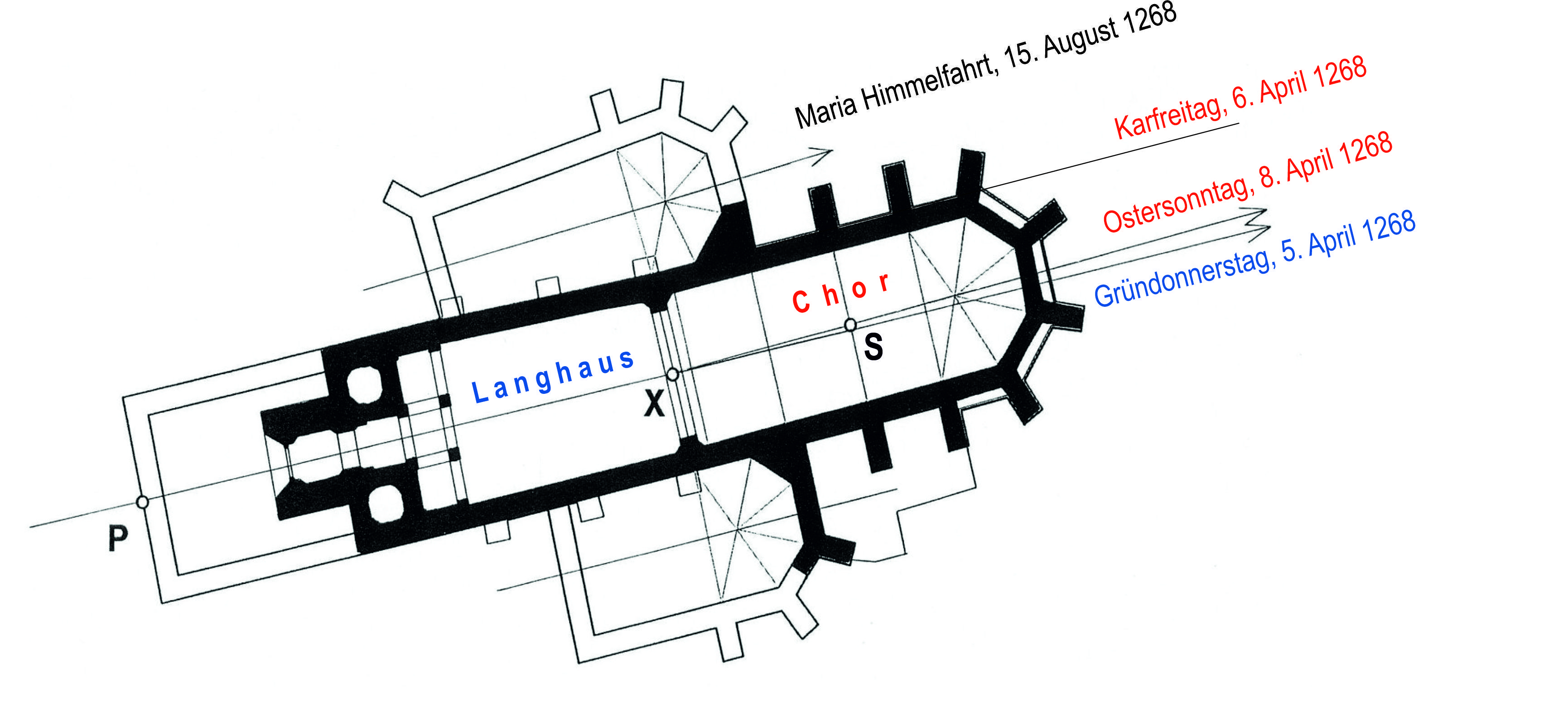
Der Grundriss der Pfarrkirche zeigt einen Achsknick

Nach seinem Sieg über die Ungarn in der Schlacht „bei Kressenbrunn“ im Jahre 1260 gründete der böhmische König Przemysl Otakar II. und der Olmützer Bischof Bruno von Schauenburg (Schaumburg) die Stadt Marchegg. Bischof Bruno plante in ihr ein Bistum (auf den Fundamenten des Großmährischen hl. Methodius Erzdiözese) zu errichten, das so wie Prag der Erzdiözese Olmütz unterstehen sollte. Hier begann er auch mit dem Bau einer Kathedrale (heutige Pfarrkirche), sie sollte die erste im heutigen Nieder- und Oberösterreich sein und mit dem Stadt von Anfang der hl. Margareta geweiht werden. Die erste urkundliche Erwähnung der Kirche findet sich in einem Schenkungsbrief von König Przemysl Ottokar II. Im Jahr 1278 nimmt Rudolf I. die Kirche mit ihren Besitzungen unter seinen besonderen Schutz, nachdem ihn in der Schlacht bei Dürnkrut „Gott unfern der Kirche zu Marchekke“ aus der Lebensgefahr gerettet hatte (bei Franz Grillparzer). Die nächste Erwähnung bezeichnet Marchegg als Vikariat der Melker Pfarre Weikendorf und das Stift Melk als Inhaber des Patronats. Zum Zeichen der Filialabhängigkeit hatte Marchegg ab dem Jahre 1410 jährliche Zahlungen an die Pfarre Weikendorf zu leisten.
Im Jahre 1429 scheint Marchegg in einem Verzeichnis der Pfarren und Pfründen der Diözese Passau auf, ehe die Pfarre in der Reformationszeit von den protestantischen Grundherren mit Prädikanten besetzt wurde. Am 26. Mai 1621 erfolgte im Zuge der Gegenreformation die Übergabe der Herrschaft an Paul Pálffy mit der Auflage, „die Pfarr zu versorgen und die Prädikanten daselbst abzuschaffen“.
Im Jahre 1632 suchte Pálffy für die Pfarre, die vermutlich seit dem Ende des 15. Jahrhunderts von Paulinern aus Marianka administriert wurde, um einen Weltpriester an. Da dieser nicht gefunden werden konnte, stellten die Pauliner im Jahre 1634 einen eigenen Pfarrer nach Marchegg ab.
Seit 1784 gehört die Pfarre Marchegg der Erzdiözese Wien an. Heute gehört sie zum Dekanat Marchfeld im Vikariat Unter dem Manhartsberg der Erzdiözese Wien.

### Baugeschichte
Die Kirche wurde im Jahre 1260 gemeinsam mit der Stadt Marchegg von König Přemysl Ottokar II. von Böhmen und von Bruno von Schauenburg, Bischof von Ölmütz, gegründet. Die mittelalterliche Stadtanlage wurde mittels Achsenkreuz geplant. Die Längsachse des Langhauses wurde am Gründonnerstag, dem 5. April 1268, und die Längsachse des Chors am Ostersonntag, dem 8. April 1268, orientiert, sodass das Kirchengebäude einen leichten Achsknick aufweist. Ottokar II. hatte eine große dreischiffige Kathedrale geplant, deren Grundriss der südfranzösischen Kathedrale entsprach. (Kuthan) Wie archäologische Untersuchungen im Jahre 1998 ergaben, liegt der Portalpunkt des geplanten Kirchenschiffes etwa sieben Meter außerhalb des heutigen Kircheneinganges. Von diesem Plan wurden nur der Chor und die Fundamente des Langhauses ausgeführt.
Während des Aufmarsches der osmanischen Truppen zur Ersten Wiener Türkenbelagerung im Jahre 1529 und 1634 während des Dreißigjährigen Krieges erlitt die Kirche schwere Zerstörungen, sodass bis in die zweite Hälfte des 18. Jahrhunderts nur der Chor als Kirche verwendet werden konnte.
Von 1786 bis 1790 ließ Karl Graf Pálffy einen wesentlich kleineren Langhausbau errichten. Zunächst wurde am 26. März 1786 der um die Kirche gelegene Friedhof aufgelassen. Der einsturzgefährdete, als Dachreiter ausgeführte Glockenturm („Kapuzinertürmchen“) wurde 1787 abgetragen, das Dach gleich eingedeckt und bis 1789 der Kirchenzubau mit einem neuen Glockenturm ausgeführt. Im Jahre 1790 konnten die Glocken in den neuen Turm übertragen und die Gottesdienste in der neugestalteten Kirche zelebriert werden.
Bereits im Jahre 1850 drohte der neue Turm einzustürzen, sodass er abgetragen, der Haupteingang der Kirche gesperrt und das Kirchenschiff gestützt werden musste. Im Jahre 1853 erteilte Fürst Anton Pálffy den Auftrag zur Errichtung eines neuen Kirchturmes, der auf 170 Eichenstämmen ruht. Dieser war 1855 fertiggestellt und erhielt ein neues galvanisch vergoldetes eisernes Turmkreuz. Es folgte eine Renovierung des Kircheninneren, die im Jahre 1856 abgeschlossen werden konnte. In den Jahren 1890 und 1895 erhielt die Kirche neue Kirchenfenster.
Während des Ersten Weltkrieges musste 1917 das Kupfer vom Saume und den Fenstern des Kirchturmes abgenommen
und durch Zinkblech ersetzt werden und im Jänner 1918 wurden die Orgelpfeifen für Kriegszwecke requiriert.
Im Zweiten Weltkrieg erhielt die Kirche beim Beschuss von Marchegg im Jahre 1945 sieben Treffer, die nur geringen Schaden anrichteten. Bei einer Renovierung der Decke im Jahre 1960 wurden mehrere Fresken gefunden, wovon zwei gerettet werden konnten.

## Baubeschreibung

### Außen

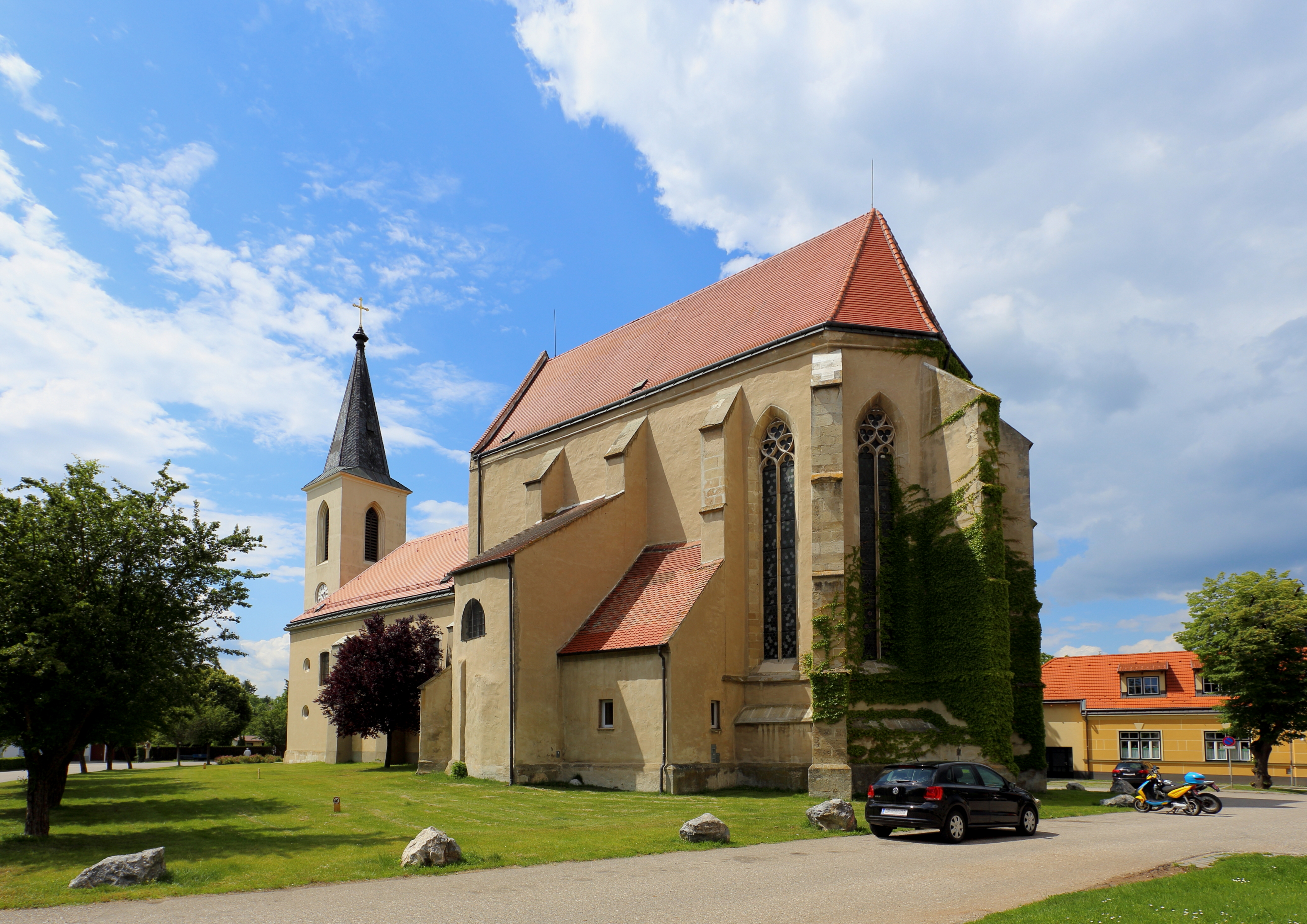
Südostansicht der Pfarrkirche hl. Margaretha

Der beherrschende hohe Chor unter einem steilen Satteldach aus dem dritten Viertel des 13. Jahrhunderts hat hohe zweibahnige Maßwerkfenster zwischen mehrfach abgetreppten Strebepfeilern mit Wasserschlägen und einem umlaufenden Kaffgesims. An der Südseite ist eine im Kern frühgotische Sakristei mit je einem Rechteckfenster nach Süden und nach Osten und einem steilen Pultdach angebaut. An die Sakristei schließt der unter Karl Graf Pálffy im Jahre 1789 umgebaute zweigeschoßige Oratoriumsanbau mit einem kleinen südseitigen Rundbogenfenster unter einem Pultdach an. Beim Umbau wurde das Anschlussstück des frühgotischen Polygons des nicht ausgeführten Seitenschiffes mitverwendet. An der Nordseite des Chores ist eine frühgotische Konsole erhalten, unter der sich der heutige Treppenaufgang zum Chordachbereich befindet.
An den Chor schließt westlich das deutlich niedrigere spätbarocke Langhaus mit schlichter Fassadengestaltung und Segmentbogenfenstern zwischen niedrigen Strebepfeilern an. Das Langhaus wird von einem Satteldach abgeschlossen und hat im westlichsten Bereich zwei übereinander liegende Oculi.
Die ebenso schlichte Fassade des Westturms aus dem Jahre 1855 hat ein Spitzbogenportal, spitzbogige Schallfenster und einen steilen Spitzhelm, der von einem schlanken Kleeblattkreuz bekrönt ist. Das Traufgesims des Langhauses setzt sich in einem Kordongesims an den drei freiliegenden Seiten des Turmerdgeschoßes fort. Oberhalb dieses Gesimses befindet sich an jeder der drei Seiten eine Turmuhr.

### Innen

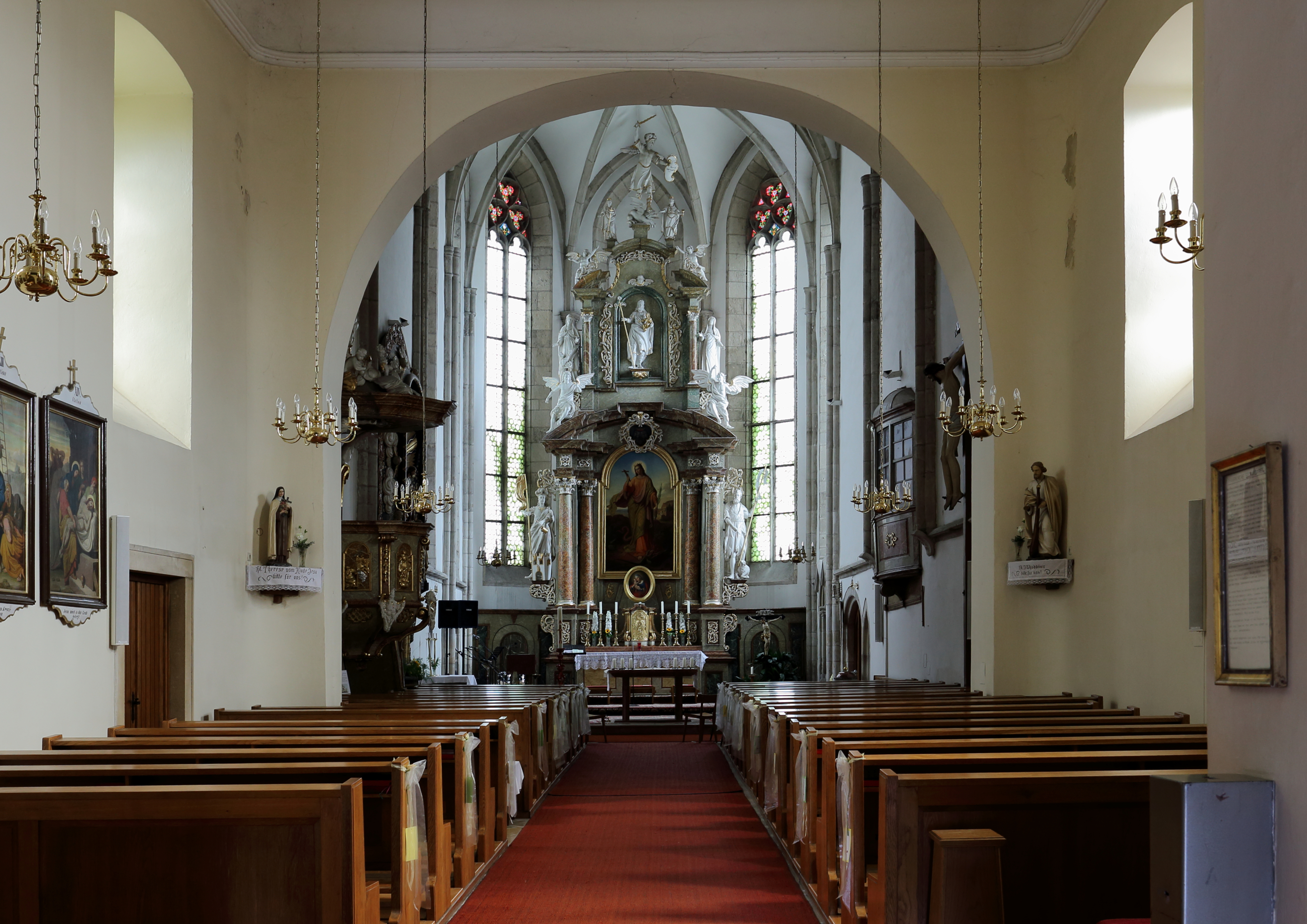
Innenansicht Richtung Presbyterium

Das niedrige Langhaus ist flach gedeckt und hat eine dreiteilige kreuzgewölbte Empore, die auf Pfeilern ruht. Ein rundbogiger Triumphbogen bildet den Übergang zu dem wesentlich höheren dreijochigen und großräumigen Chor mit Fünfachtelschluss.
Der Chor wird von einem Kreuzrippengewölbe aus der Zeit um 1320 abgeschlossen. Die zart profilierten Rippen enden in den in den Jochen abgeschlagenen gebündelten Diensten mit hohen Kelchkapitellen. Die figuralen Schlusssteine zeigen die heilige Margaretha, das Lamm Gottes flankiert von beiden im Jahre 1960 freigelegten Fresken von Petrus und Johannes, ein Blätterornament und einen Kopf im Lorbeerkranz, der wahrscheinlich als Hinweis auf Ottokar, den Sieger, zu deuten ist.
Unter den Fenstern des Chores sind Teile eines umlaufenden Kaffgesimses erhalten. Neben einer um 1300 vermauerten ehemaligen Sakristeitür an der Südseite ist eine dreiteilige Sessionsnische mit Kleeblattbögen und figuralen oder Blattwerkkonsolen.
Die frühgotische Sakristei und das zweigeschoßige Oratorium werden von einem barockisierten Kreuzgewölbe abgeschlossen.

## Ausstattung

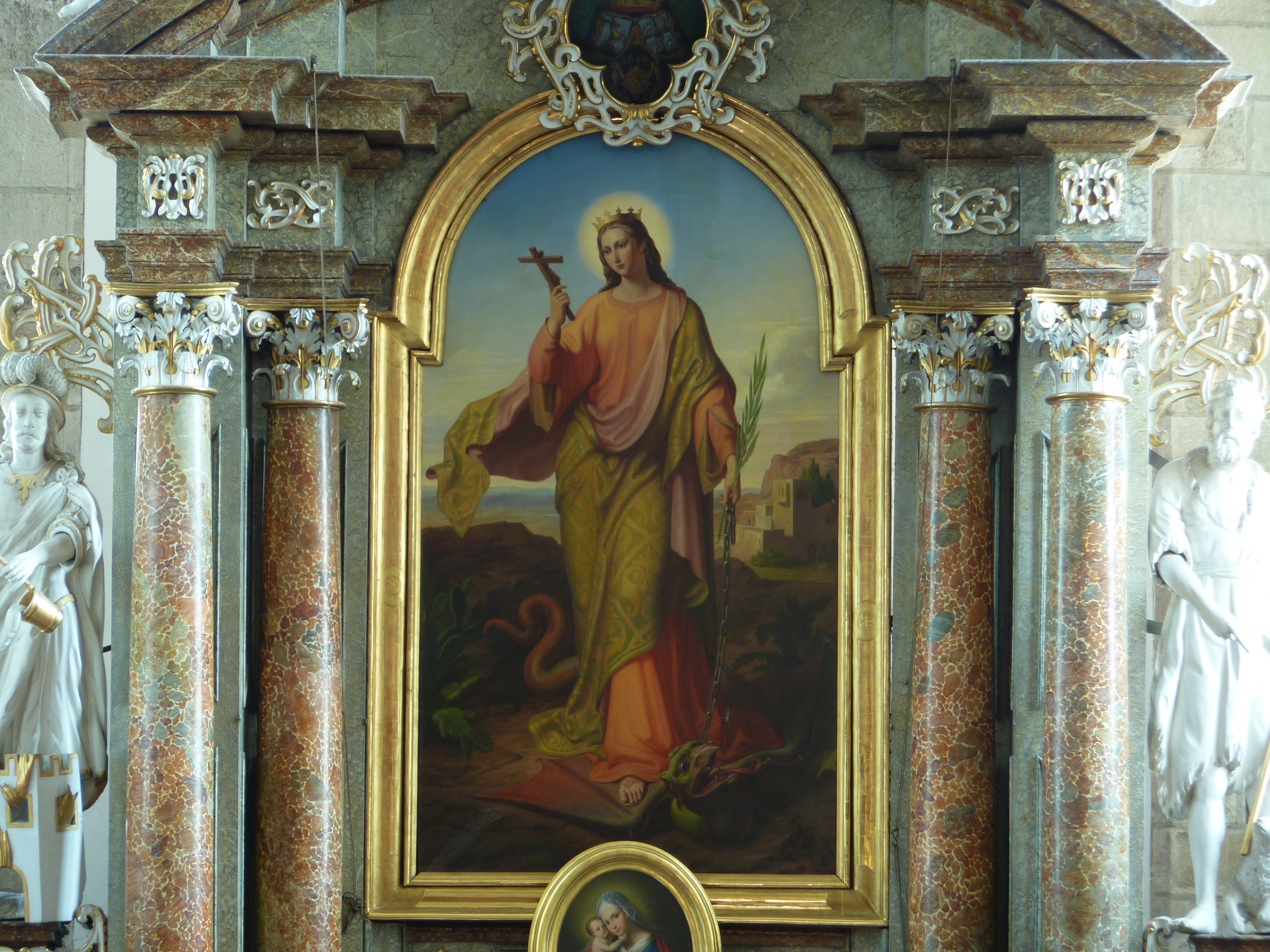
Altarblatt des Hochaltars

Der barocke Hochaltar aus dem Jahr 1660 erhebt sich über dem mächtigen rohen Stein des ursprünglichen Altartisches. Er hat ein zweigeschoßiges Altarretabel, das mit reichlichem Knorpelwerkdekor ausgestattet ist. Der vergoldete Altar ist aus Holz gefertigt und reicht bis in die Gewölbekuppel, sodass das nach dem Sonnenaufgang zu Ostern 1268 ausgerichtete Mittelfenster seine Funktion verloren hat und vermauert wurde. Das Altarblatt stellt die heilige Margaretha dar und wurde 1855 von Karl Wurzinger aus der Schule von Leopold Kupelwieser als Ersatz für das ursprüngliche Altarbild „Erlöser am Kreuze“ gemalt. Das Retabel wird von weiß gefassten Altarfiguren flankiert. Auf der linken Seite sind dies der heilige Florian, auf der rechten Seite Johannes der Täufer. Darüber die heilige Elisabeth von Ungarn (in Marchegg wie hl. Anna genannt) und die heilige Margareta von Ungarn (Dominikanerin) (in Marchegg wie eine Ordensfrau genannt). Ganz oben stehen die heilige Katharina von Alexandrien (mit dem Rad) und die heilige Barbara von Nikomedien. Die Figuren zu beiden Seiten werden durch Engelsfiguren ergänzt. In einer Nische des Altaraufbaus steht die Figur des heiligen Josef, das Retabel wird von einer Figur des Erzengels Michael bekrönt.
Der secessionistische Nischenaltar wurde 1909 von Hans Prutscher im Auftrag von Franz Groiß gestaltet, der ihn anlässlich seines 25-jährigen Jubiläums als Pfarrer von Misterbach gestiftet hat. Er stellt eine seltene Arbeit dar, weil es nur drei Altäre dieser Art gibt. In der Mitte ist eine Herz–Jesu–Statue vom Vorgängeraltar aus dem Ende des 19. Jahrhunderts. Ein hoher Rosenkranz umrahmt die Statuen der Heiligen Anna und Joachim sowie Josef und Maria.
Die barocke Kanzel wurde 1725 errichtet und zeigt auf dem Schalldeckel eine seltene Darstellung einer Pietà: Der tote Sohn liegt nicht am Schoß von Maria, sondern am Schoß des Vaters („Gottvater–Pieta“). An der Unterseite des Schalldeckels schwebt die Heilig Geist-Taube und auf dem Kanzelkorb sind Reliefs der Evangelistensymbole.
Kreuzwegbilder aus der ersten Hälfte des 19. Jahrhunderts und die Glasfenster aus dem Anfang des 20. Jahrhunderts vervollständigen die Ausstattung.

### Orgel
Das Instrument wurde im Jahre 1890 von der Orgelbauwerkstatt Johann Drabek & Söhne aus Borský Mikuláš (Slowakei) erbaut. Ab 1970 nutzte man stattdessen eine Ahlborn-Orgel. Erst nach 48 Jahren wurde die Orgel 2018 durch Matthias Müller aus Magdeburg wieder zum Klingen gebracht.

### Glocken
In beiden Weltkriegen wurden die Kirchenglocken für Rüstungszwecke beschlagnahmt und eingeschmolzen. Wegen ihres historischen Wertes wurde nur die große, mittelalterliche Glocke aus dem Jahre 1409, die schon vor 1787 im „Kapuzinertürmchen“ hing, nicht angefordert.
Nach dem Zweiten Weltkrieg wurden zwei neue Glocken angeschafft und am 9. Mai 1954 geweiht. Zusammen mit der alten Glocke und einem Totenglöckchen ergänzen sie das Geläute der Pfarrkirche.

### Reliquien

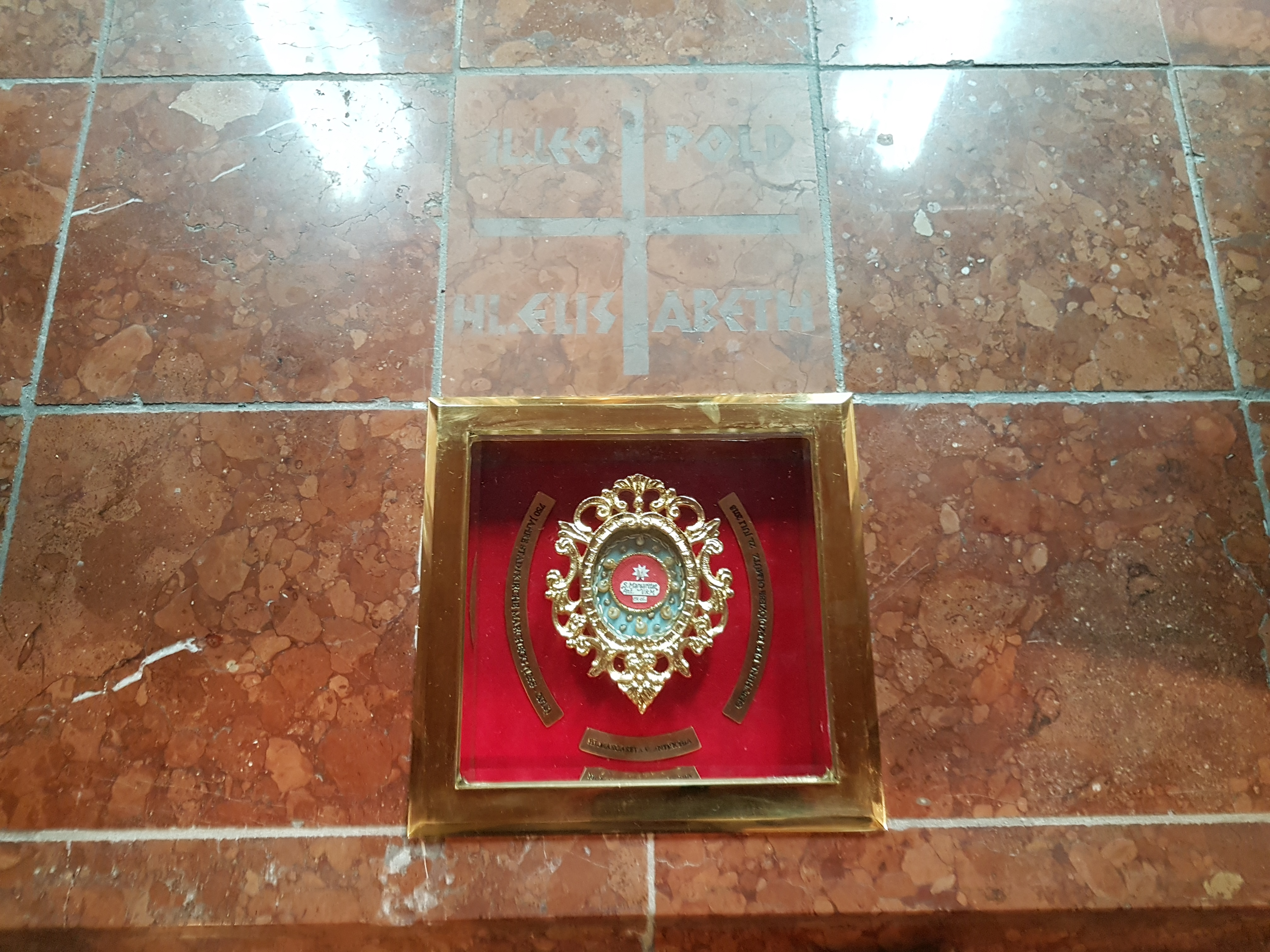
Die Reliquie der hl. Margarethe unter dem Volksaltar.

Die Reliquien der Hl. Margarete, ein Fragment des Schädels, wurden zur Zeit Premysl Otakar II., vermutlich durch den Olmützer Bischof Bruno von Schaumburg, von der Kathedrale in Montefiascone (dort waren sie seit 1145) oder von Venedig (seit 1213) importiert. Er könnte diese auch, von Papst Alexander IV., für einen bedeutenden Dom, wie für die geplante Kathedrale in Marchegg, im Jahr 1260 erhalten haben. Der Kirche wurde durch Przemysl Otakar II nie fertig gestellt und deshalb sind diese für diese Kathedrale bestimmten Reliquien der Heiligen Margarethe bis heute in Olomouc geblieben. Heute stehen sie unter dem Steinvolksaltar in einem Glas-Reliquiar. Wie die Inschrift sagt, ist es das Geschenk der Erzdiözese Olmütz. Die wir hier nach 750 Jahren, von das Jahr 2018, dank der Bemühungen von Dr. Petr Skacel haben.